# Macropliopsis perroti
Macropliopsis perroti är en skalbaggsart som beskrevs av Marc Lacroix 1997. Macropliopsis perroti ingår i släktet Macropliopsis och familjen Melolonthidae. Inga underarter finns listade i Catalogue of Life.